# Јозеф К.
Јозеф К. (или Josef K. оригинално на немачком) је Кафкин јунак у његовом роману Процес. У књизи његово презиме никад није написано до краја. Спекулише се да је то у ствари Кафка, као презиме аутора књиге. Обично називан као К., Јозеф је жртва тоталитаризма, што је главна тема Процеса.
Име главног јунака, Јозеф, је опет директна асоцијација на аустријског цара Франца Јозефа одакле се јавља још једна повезаност са ликом Франца Кафке, односно Јозефа К.

## Лик Јозефа К.
Јозеф К. Је „први прокурист једне велике банке“ (превод Вида Жупански-Печник), има положај који је стекао напорним радом. Његови контакти и везе с људима су ограничени, ни са ким није у ближим, пријатељским односима. Одлази редовно у пивницу, једном недељно. Сусрети са девојком која ради у ресторану као келнерица, постају су формалност. Овакав живот организован до последње ситнице и подређен послу, изненада је, на дан његовог 30-0г рођендана, прекинут хапшењем. Након хапшења и пуштања, дневни распоред Јозефа К. се не мења много., једино што је повремено дужан да даје изјаве на суду. То управо највише и брине Ј. К. Сазнаје да није позван пред обичан, већ пред тајанствени врховни суд. Не може да сазна у чему је његова кривица, једино схвата да је негде у животу погрешио. Изнова и изнова проверава сваки тренутак свог живота.Јозеф К. почиње увиђати да не може да настави с досадашњим начином живота, чак и ако се његов злочин правно не докаже. Када на дан његовог 31-вог рођендана, долазе два човека, он осећа да му је крај. Верује да ће напокон схватити своју кривицу, иако је то само осећај да му је живот био пун грешака. Јозеф К. је заклан месарским ножем. Лик Јозефа К. тумачи се као проблем човека који је судио самоме себи.